# İbriktepe, İpsala
İbriktepe là một thị trấn thuộc huyện İpsala, tỉnh Edirne, Thổ Nhĩ Kỳ. Dân số thời điểm năm 2011 là 1.557 người.